# 南湫乡
南湫乡，是中华人民共和国甘肃省庆阳市环县下辖的一个乡镇级行政单位。

## 行政区划
南湫乡下辖以下地区：
代家洼村、党家洼村、洪涝池村、花儿山村、双井子村、杨兴堡村和岳后渠村。